# Nyanäsagölen (Åseda socken, Småland)
Nyanäsagölen är en sjö i Uppvidinge kommun i Småland och ingår i Alsteråns huvudavrinningsområde.